# 歌うトップスター (フジテレビ)
歌うトップスターは1965年（昭和40年）10月2日から1967年（昭和42年）3月までフジテレビで土曜21:45～22:00に放送された音楽番組。「マダムジュジュ」で知られるジュジュ化粧品（現：小林製薬）の一社提供。毎回一人(一組)の歌手が出演し歌を歌う。また、ホステスの広瀬みさが話を聞く。

## 概要
同時期に開始した連ドラ『流れる雲』同様、21:30枠の『スター千一夜』とワンセットになる番組として開始したが、『スタ千』の土曜放送中止（あるいは日曜に移動）に伴い終了した。
なお1974年（昭和49年）2月から3月まで毎日放送制作・NETテレビ系列の金曜日に放送された『歌うトップスター』とは関係無い。

## ホステス
- 広瀬みさ